# 段夫人 (慕容垂)
段氏（だんし、生没年不詳）は、後燕の成武帝慕容垂の2番目の妻。成昭皇后段氏（最初の妻）の妹である。慕容垂には他にも段姓の正室がおり、その区別のためもあって段夫人と呼ばれる。

## 略歴
前燕の光寿2年（358年）、慕容垂の最初の妻（姉の段氏）が、皇后可足渾氏に冤罪を着せられ、拷問の末に死亡した。その後、慕容垂は妹の段氏と再婚した。しかし皇后は慕容垂を段氏と離婚させ、自分の妹の長安君と結婚させた。慕容垂は怒りをつのらせ、兄帝夫婦との関係が一段と悪化した。
369年、慕容垂は段氏や息子らと共に、前秦の苻堅の下へ亡命した。苻堅は段氏に執心し、一度自身の後宮に入れたが、侍郎の趙整が「不見雀来入燕室、但見浮雲蔽白日（雀が燕室に入ってくるのは見えずとも、浮雲が白日を蔽っているのは見える）」と諌めた。
慕容垂が後燕の皇帝として即位すると、姉妹のうち姉のみが皇后に追封された。

## 段貴嬪
慕容垂の子の慕容熙が即位すると皇太后に立てられた貴嬪（高位の妃嬪）段氏がいる。姓氏の一致から、段夫人と同一人物の可能性も考えられている。